# Аустрија на Летњим олимпијским играма 1900.
Аустрију на Олимпијским играма 1900. у Паризу представљао је 15 спортиста који су се такмичили у 4 спорта. Најстарији у екипи био је мачевалац Хајнрих фон Тенер (35), а најмлађи је био пливач Карл Руберл са непуних 19 година.
Аустријски олимпијски тим је заузео 15. место у укупном пласману, са три сребрне и 3 бронзане медаље. Најуспешнији појединац био је пливач Ото Вале који је освојио две сребрне медаље, испред Карла Руберла, такође са две медаље али једном сребрном и једном бронзаном.

## Учесници по спортовима
| Спорт         | Мушкарци | Жене | Укупно |
| ------------- | -------- | ---- | ------ |
| Атлетика      | 1        | 0    | 1      |
| Коњички спорт | 1        | 0    | 1      |
| Мачевање      | 9        | 0    | 9      |
| Пливање       | 4        | 0    | 4      |
| Укупно(4)     | 15       | 0    | 15     |

## Медаље
Златне медаље нису додељиване на Олимпијским играма 1900. За прво место је додељивана сребрна, а за друго бронзана медаља. Међународни олимпијски комитет је ретроактивно доделио златне, сребрне и бронзане медаље такмичарима који су завршили на 1, 2, и 3. месту, у циљу да би и награде на раним олимпијским играма биле у складу са актуелним наградама.

## Освајачи медаља

### Сребро
- Ото Вале - Пливање, 200 м са препрекама слободно, мушкарци
- Ото Вале - Пливање, 1.000 м слободни стил, мушкарци
- Карл Руберл - Пливање, 200 м леђно мушкарци

### Бронза
- Карл Руберл - Пливање, 200 м слободно мушкарци
- Милан Нералић - Мачевање, сабља за професионалне тренере, мушкарци
- Зигфрид Флеш - Мачевање, сабља, мушкарци

## Резултати по спортовима

### Атлетика
| Атлетичар      | Дисциплина     | Полуфинале | Полуфинале | Финале   | Финале      | Детаљи |
| Атлетичар      | Дисциплина     | Резултат   | Место      | Резултат | Место/учес. | Детаљи |
| -------------- | -------------- | ---------- | ---------- | -------- | ----------- | ------ |
| Херман Враштил | 1.500 метара   |            |            | Непознат | 6 / 9       |        |
| Херман Враштил | 2.500 препреке |            |            | Непознат | 5 / 6       |        |

### Мачевање
| Такмичар          | Дисциплина             | Прва коло                | ЧФ                       | Репасаж             | ПФ               | Финале           | Пласман          |
| ----------------- | ---------------------- | ------------------------ | ------------------------ | ------------------- | ---------------- | ---------------- | ---------------- |
| Хајнрих Риштоф    | Флорет                 | није прошао оцена жирија | Није се пласирао         | Није се пласирао    | Није се пласирао | Није се пласирао | 38-54 /54        |
| ван дер Штопе     | Флорет                 | прошао оцена жирија      | није прошао оцена жирија | Није се пласирао    | Није се пласирао | Није се пласирао | 25-34 / 54       |
| Рудолф Брош       | Флорет                 | прошао оцена жирија      | прошао оцена жирија      | прошао оцена жирија | 4 (3+4)          | 8 (1+6)          | 8 / 54           |
| Зигфрид Флеш      | Сабља                  | прошао оцена жирија      |                          |                     | 3. у ПФ А        | 3                |                  |
| Камило Милер      | Сабља                  | прошао оцена жирија      |                          |                     | 2. у ПФ А        | 8                | 8 / 23           |
| Хајнрих фон Тенер | Сабља                  | прошао оцена жирија      |                          |                     | 2. у ПФ Б        | 7                | 7 / 23           |
| Харштајн          | Сабља                  | прошао оцена жирија      |                          |                     | 5-8 у ПФ А       | Није се пласирао | Није се пласирао |
| Милан Нералић     | Сабља за проф. тренере | прошао оцена жирија      |                          |                     | 4 (5 +2)у ПФ А   | 3 (4+3)          |                  |
| Хорват            | Сабља за проф. тренере | прошао оцена жирија      |                          |                     | 5 (3+4)ПФ А      | Није се пласирао | Није се пласирао |

ЧФ = четвртфинале, ПФ = полуфинале

### Пливање
| Пливач             | Дисциплина       | Полуфинале | Пласман  | Финале                       | Пласман              |
| ------------------ | ---------------- | ---------- | -------- | ---------------------------- | -------------------- |
| Карл Руперл        | 200 м слободно   | 2:22,6     | 1/ 5 пф  | 2:32,0                       |                      |
| Карл Руперл        | 200 м леђно      | 2:56,0     | 1/ 3 пф  | 2:56,0                       |                      |
| Карл Руперл        | 200 м препреке   | 3:06,0     | 2/1 пф   | 2:51,2                       | 4/12                 |
| Ото Вале           | 200 м слободно   | 2:35,6     | 1 / 1 пф | Није стартовао               | Није стартовао       |
| Ото Вале           | 1.000 м слободно | 15:27,0    | 2/ 3 пф  | 14:43,6                      |                      |
| Ото Вале           | 200 м препреке   | 2:56,0     | 1/2 пф   | 2:40,0                       |                      |
| Рихард фон Форегер | 200 м слободно   | 4:32,0     | 4 / 4 пф | Није се квалификовао         | Није се квалификовао |
| Андерле            | 4.000 м слободно | 1:26:25,6  | 4/ 1 пф  | Није завршио                 | Није завршио         |
| Андерле            | 60 м роњење      |            |          | 22,4 сек 23,50 м 69,4 бодова | 13 / 14              |

## Коњички спорт
У дисципини Комбиновани четворепрег такмичио се Georges, Count de Zogheb. Према правилима МОКа ова дисциплина није призната и резултати се не рачунају земљама чији су такмичари учествовали.